# الحاطرية
الحاطرية قرية تتبع ناحية القدموس في منطقة بانياس في محافظة طرطوس. تقع القرية على مسافة 15 كم من مصياف 20 كم من القدموس، والتي تبعد 80 كم شمال شرق مدينة طرطوس. وتتميز هذه القرية بمعظم الخدمات الضرورية. يبلغ عدد سكانها 1530 نسمة.